# Builo (Ossu)
Builo (Builó, Boi-lo) ist ein osttimoresischer Suco im Verwaltungsamt Ossu (Gemeinde Viqueque).

## Geographie
Builo befindet sich im Südosten von Ossu. Südlich liegt der Suco Ossorua, westlich der Suco Uaguia, nordwestlich der Suco Uabubo, nördlich der Suco Uaibobo und nordöstlich der Suco Nahareca. Im Südosten grenzt Builo an den Suco Macadique Uaitame, der zum Verwaltungsamt Uato-Lari gehört. Builo wurde 2017 von Ossorua abgetrennt.
Der Suco Builo teilt sich in die vier Aldeias Buareca, Builo, Derulo und Lutuguia.
Am 21. Juni 2025 wurde die katholische Kapelle Nossa Senhora Maria Auxilladora nach der Renovierung neu eingeweiht.

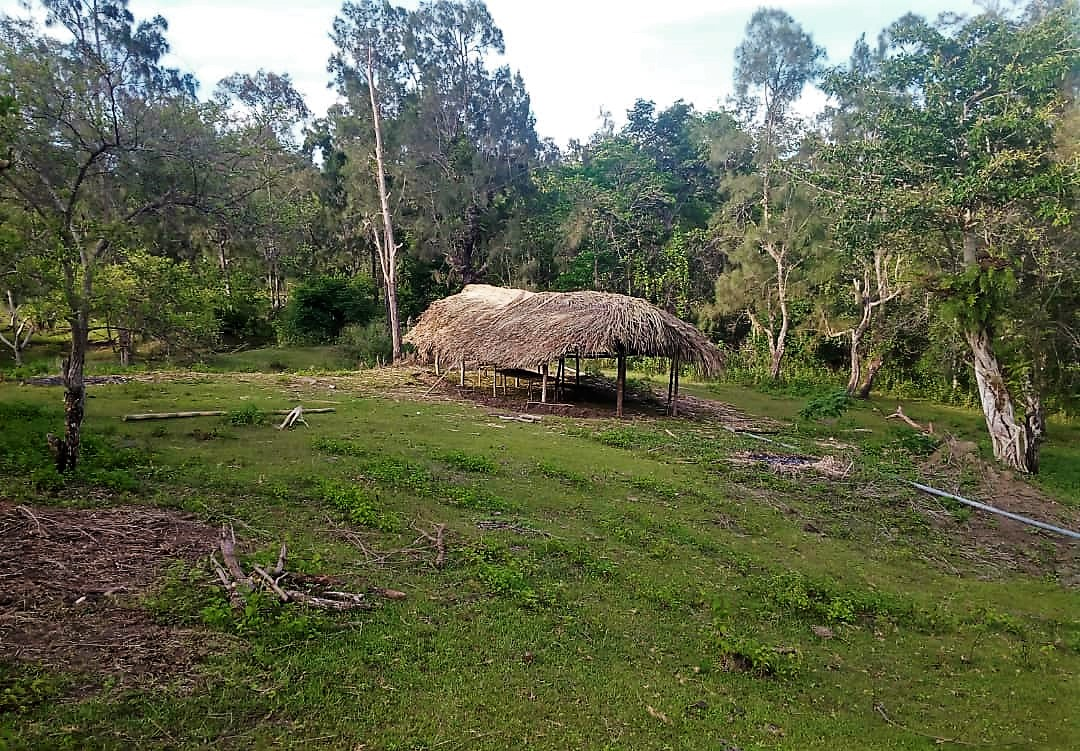
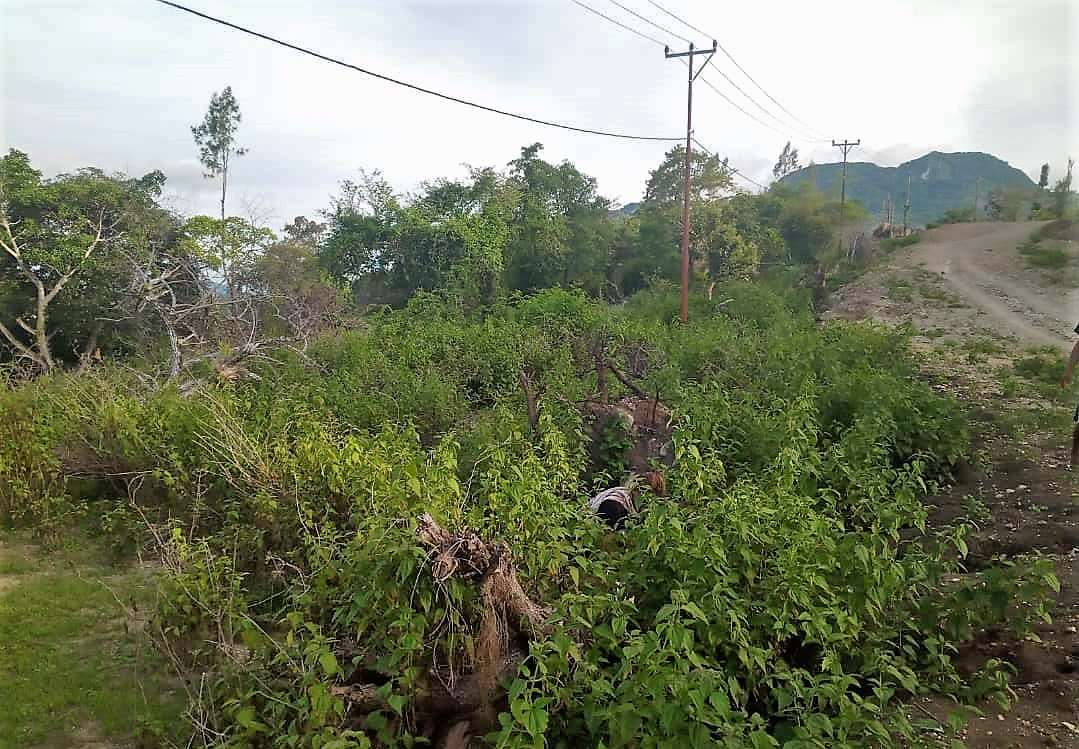
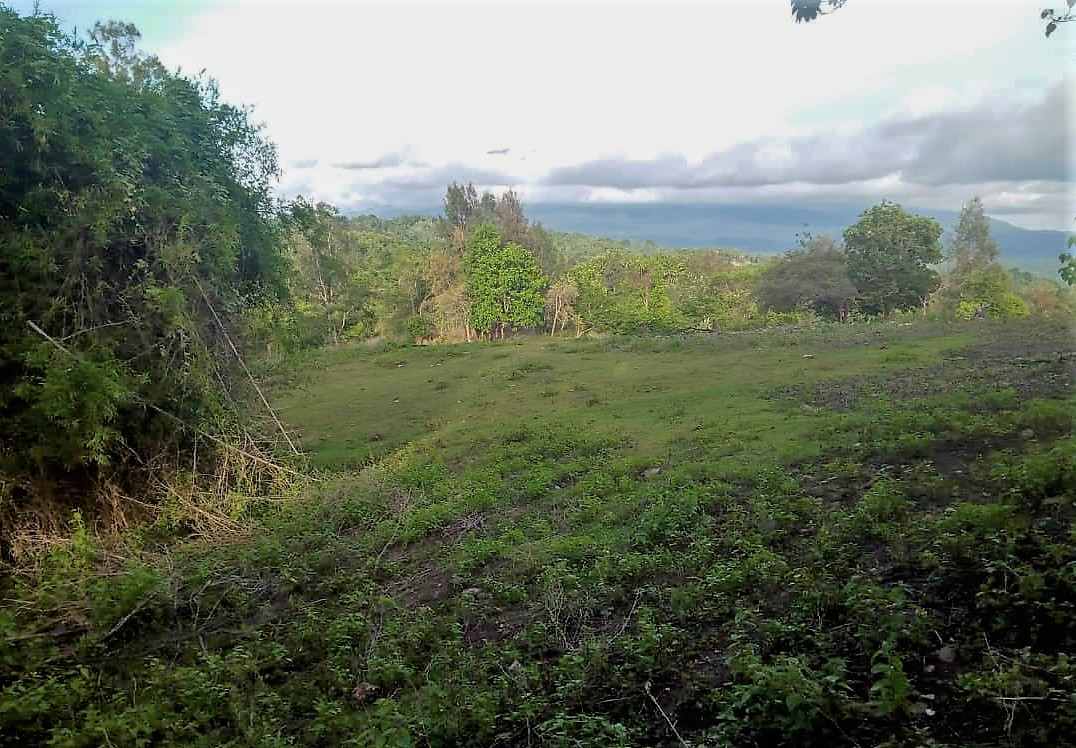
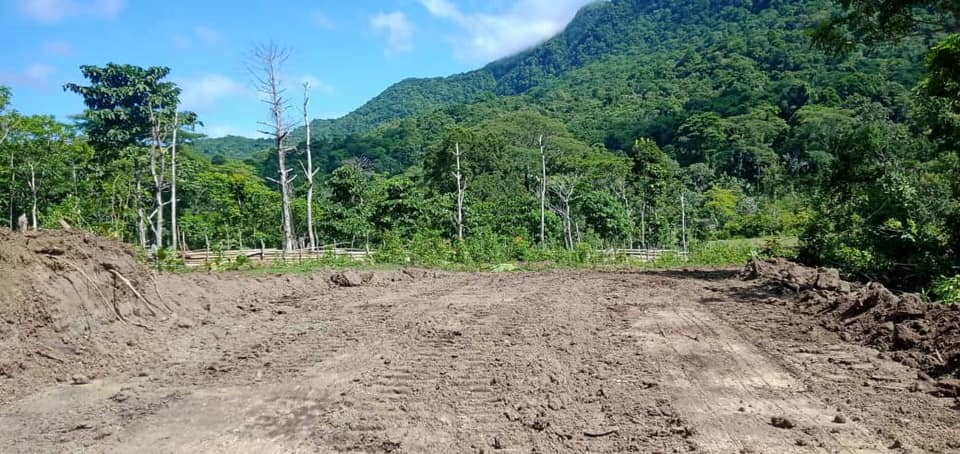

## Einwohner
In Builo leben 974 Einwohner (2022), davon sind 473 Männer und 501 Frauen. Im Suco gibt es 171 Haushalte.

## Geschichte
Builo soll einstmals ein mächtiges Reich gewesen sein, dass eine heftige Schlacht mit Daralari (Suco Babulo) um die Grenzziehung zwischen den Mächten ausfochte. Mündliche Überlieferungen in beiden Aldeias berichten von dem Konflikt.

## Politik
Die Nachwahlen für die neue Administration fanden im Mai 2017 statt. Die Wahl gewann Augusto da Silva.